# Papudo
Papudo je město a obec v chilském regionu Valparaíso. Papudo leží na pobřeží Tichého oceánu a nachází se asi 60 km severně od Valparaísa a asi 130 km severozápadně od hlavního města Santiaga. Obývá jej přibližně 6 400 obyvatel.
Obec byla založena roku 1857 osadníky ze Santiaga a Valparaísa. V roce 1865 u zátoky, ve které obec leží, došlo k námořní bitvě u Papuda mezi španělským a chilským loďstvem v rámci první tichomořské války.
Město je vyhlášeným turistickým cílem, většina lidí míří za místními plážemi. Obec je propojena s dálnicí č. 5 (Panamericanou) a Valparaísem silnicí F-30-E.

## Galerie

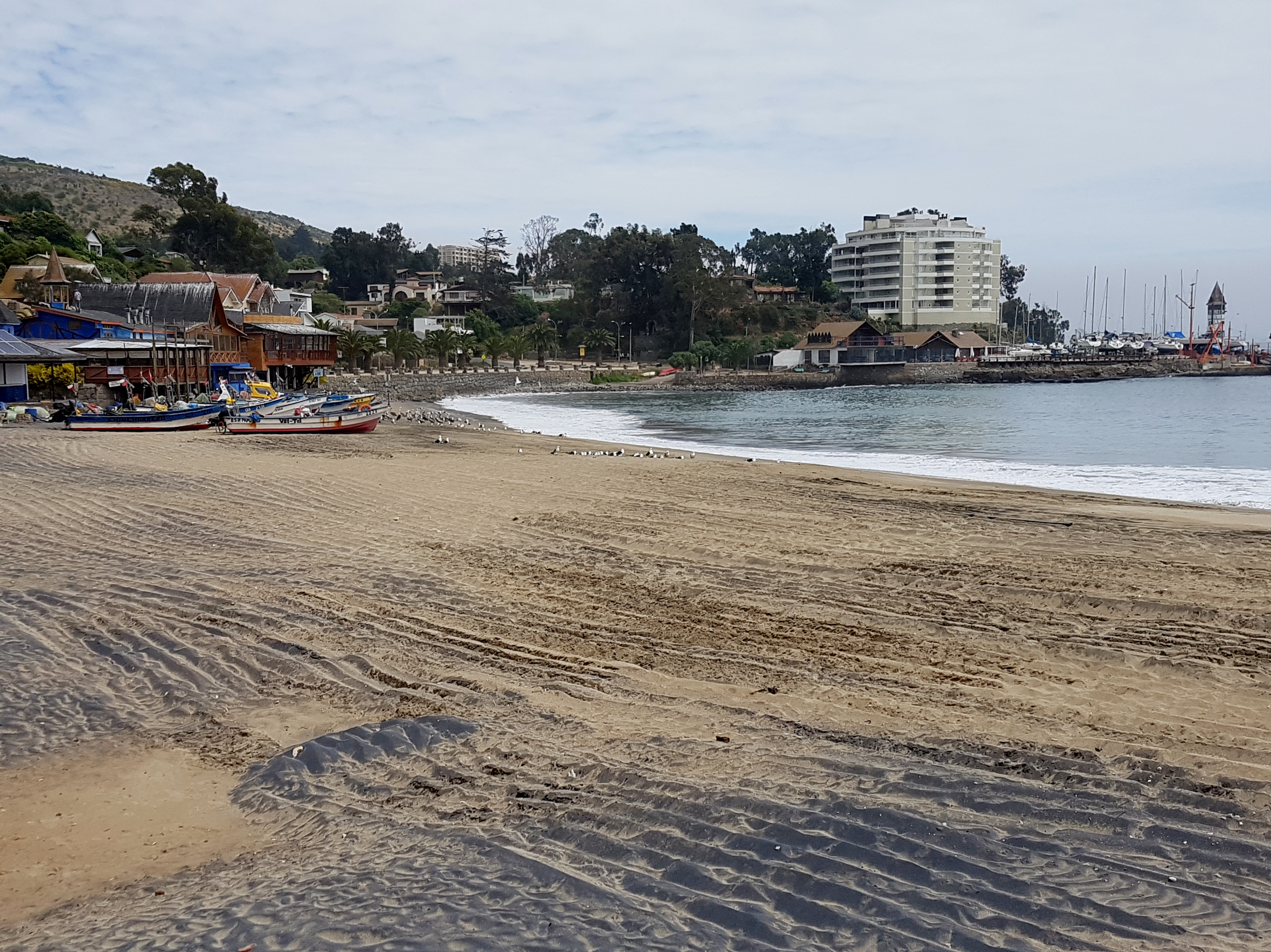
Pláž
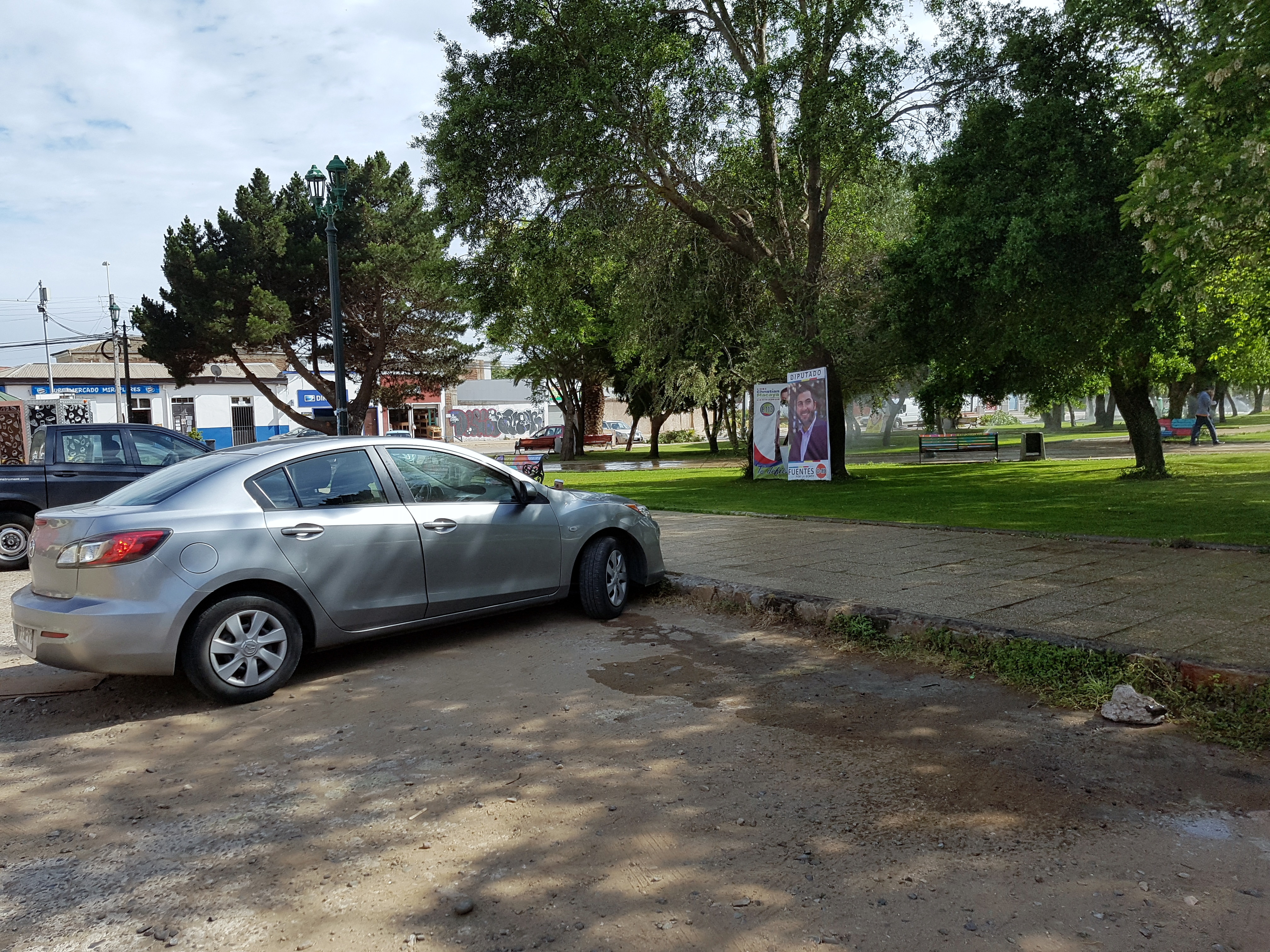
Náměstí
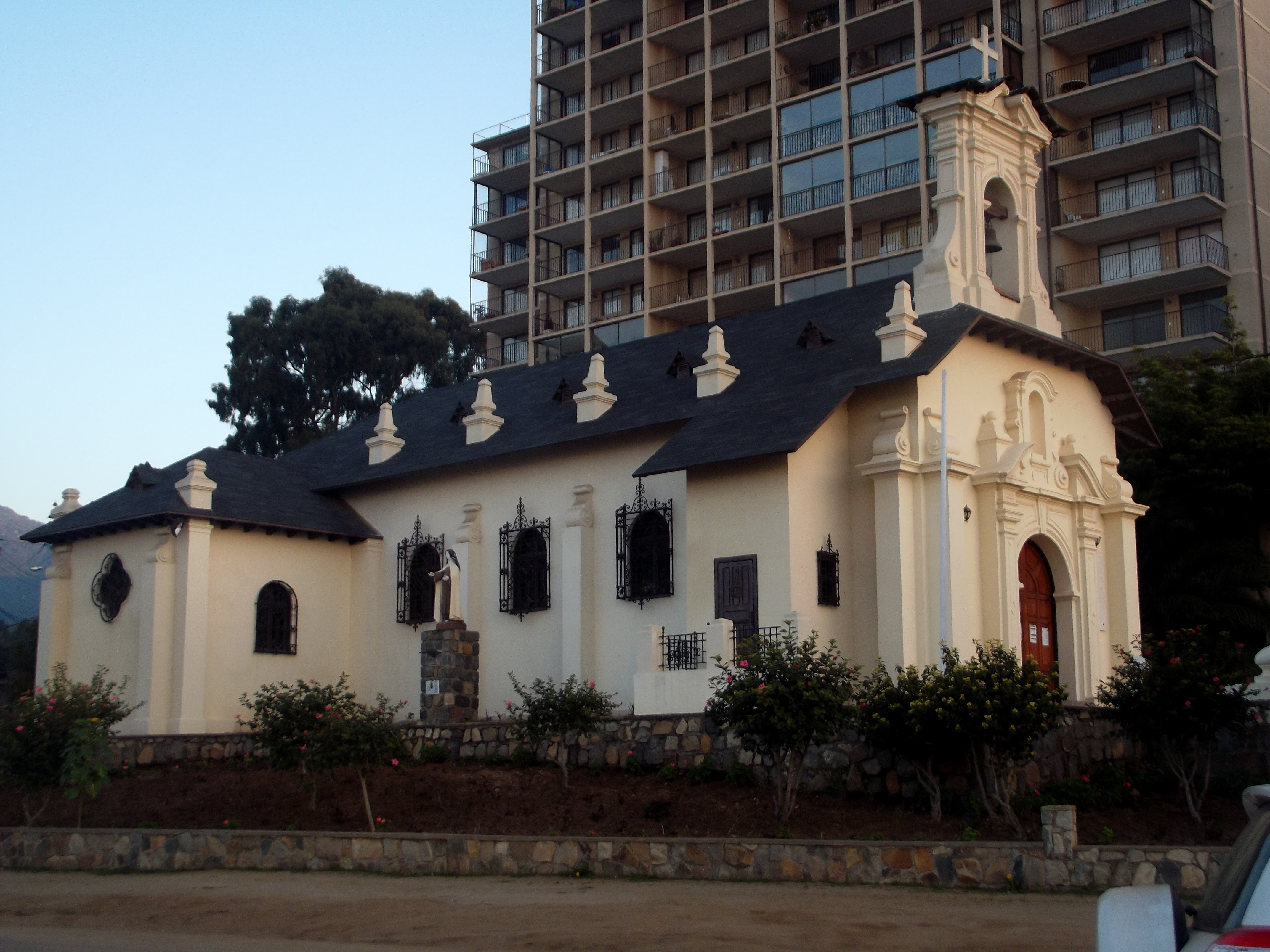
Kostel
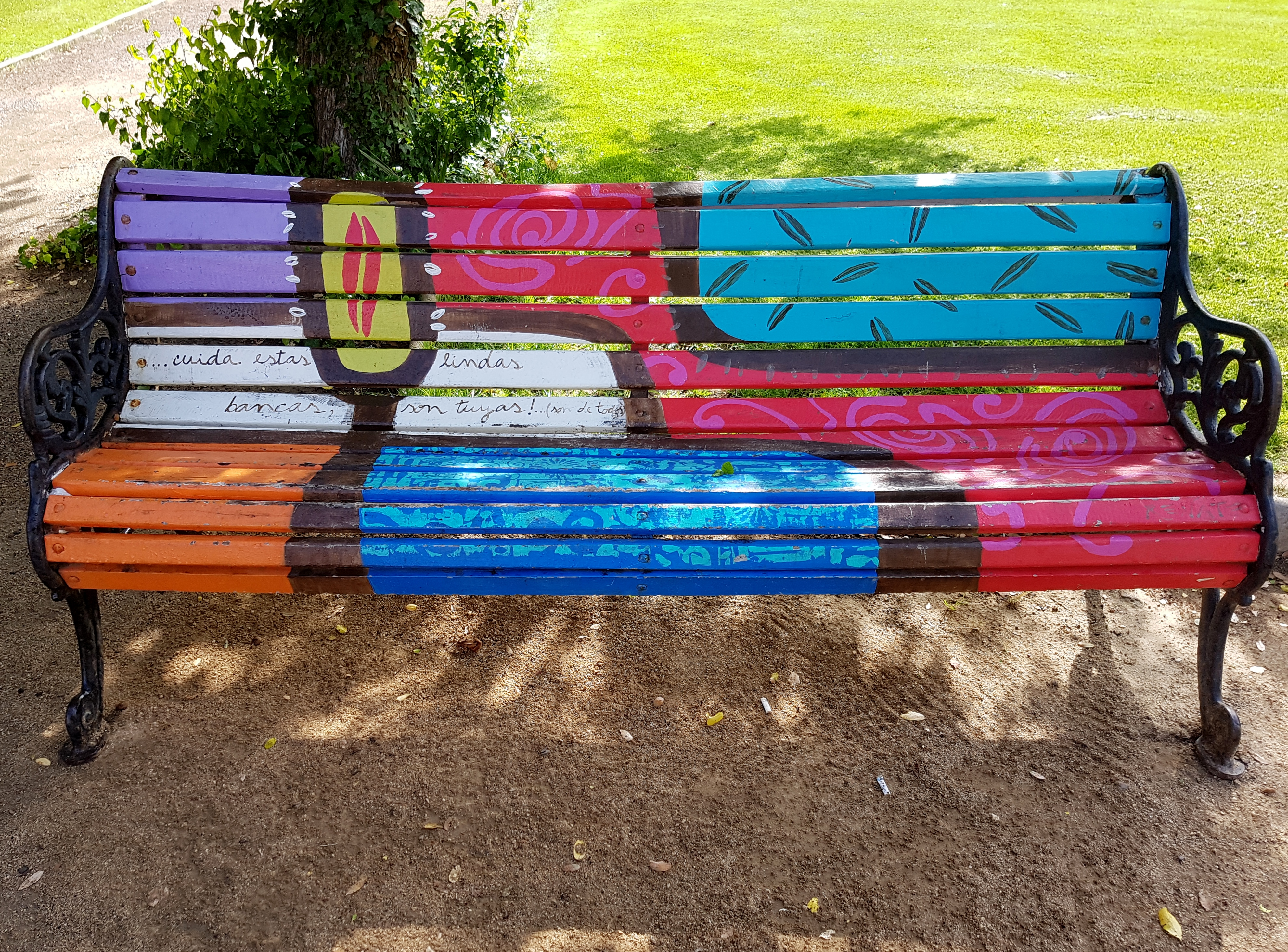
Pomalovaná lavička na náměstí
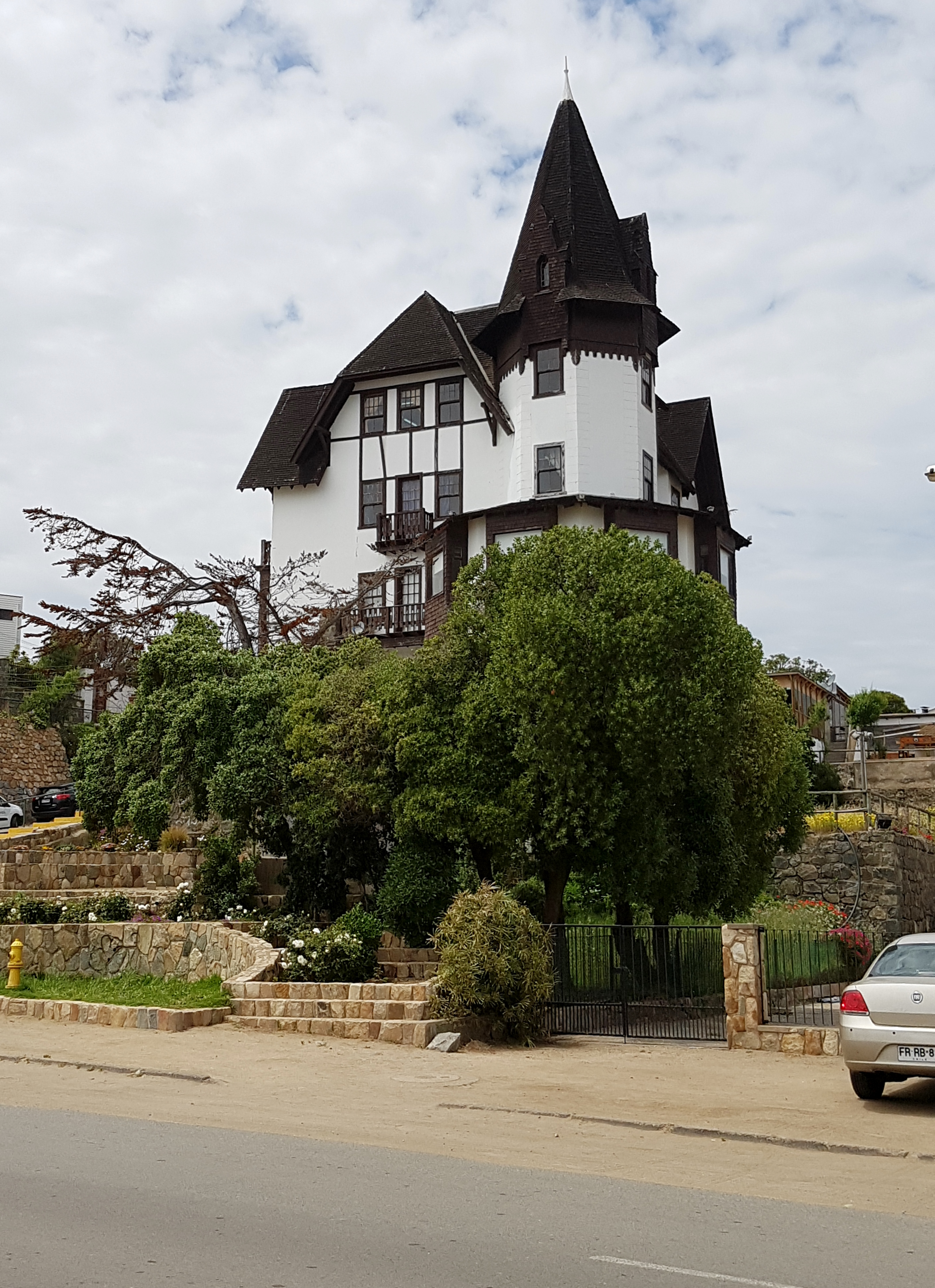
Vila Recart, dnes sídlo obecního úřadu